# What the Golf
《What the Golf》是由Triband开发和发行的一款电子游戏，最早于2019年9月19日通过Apple Arcade在MacOS和iOS上发布。 

## 开发历程
What the Golf通过美国众筹网站Fig完成了众筹。开发人员选择将高尔夫运动作为戏谑的目标，称高尔夫“主要是有钱人在玩，因此似乎是个安全的目标” 。游戏中的关卡被设计的比较简短，以尝试尽可能多的笑点。游戏中的大部分幽默以闹剧方式体现，这被视为一种无论玩家身在何处都可使用的喜剧形式。游戏的王冠系统则使玩家能重访游戏关卡，并为想完成所有任务的玩家设计。开发人员考虑过为高尔夫球准备可解锁的皮肤，但最终放弃了该想法。慢动作功能原本为游戏的足球关卡设计，但后来被添加到游戏的其他部分。

## 发布
What the Golf于2019年9月19日在Apple Arcade上为iOS和MacOS平台发布。与Apple Arcade分离的MacOS版本以及Windows移植版于2019年10月1日通过Epic游戏商城提供。任天堂Switch移植版于2020年5月21日发布。 任天堂Switch实体版通过Iam8bit随黑胶唱片出售。Steam版本于2020年10月22日发布。 

## 反响
根据评论聚合网站Metacritic的说法，What the Golf收获“普遍好评”评价。TouchArcade的Sergio Velasquez称赞了游戏所带的惊喜元素。Destructoid的Jordan Devore欣赏游戏的喜剧性价值。 PC Gamer编者Christopher Livingston称赞了游戏的喜剧性，同时享受原声带和每个关卡所带来的挑战。 但是，GameSpot的James O'Connor不喜欢Windows与Apple版本之间的差异。

### 获奖
| 年   | 奖项                                         | 类别                       | 结果 | 脚注   |
| ---- | -------------------------------------------- | -------------------------- | ---- | ------ |
| 2019 | SXSW Gaming Awards 2019                      | Gamer's Voice: Video Game  | 提名 | [ 15 ] |
| 2019 | 独立游戏节2019年大奖                         | 卓越设计                   | 提名 | [ 16 ] |
| 2019 | Golden Joystick Award （页面存档备份，存于） | 最佳移动端游戏             | 提名 |        |
| 2019 | The Game Awards 2019                         | 最佳移动端游戏             | 提名 | [ 17 ] |
| 2020 | 23rd Annual D.I.C.E. Awards                  | 独立游戏杰出成就           | 提名 | [ 18 ] |
| 2020 | 23rd Annual D.I.C.E. Awards                  | 年度最佳便携式游戏         | 提名 | [ 18 ] |
| 2020 | 游戏开发者选择奖                             | 最佳移动端游戏             | 獲獎 | [ 19 ] |
| 2020 | 16th British Academy Games Awards            | EE Mobile Game of the Year | 提名 | [ 20 ] |
| 2020 | 2020 威比奖                                  | 最佳游戏设计               | 提名 | [ 21 ] |
| 2020 | 2020 威比奖                                  | 最佳用户体验               | 提名 | [ 21 ] |